# Караклаич, Радмила
Ра́дмила Каракла́ич (серб. Радмила Караклајић / Radmila Karaklajić; род. 8 октября 1939, Белград) — югославская и сербская певица и актриса, народная артистка Югославии, народная артистка Сербии.

## Биография
Родилась в Белграде 8 октября 1939 года. Училась в Белградском университете на факультете западноевропейских языков. Русский язык учила в гимназии. Увлекалась пением и однажды приняла участие в конкурсе, после которого получила известность как певица. После окончания университета стала солисткой Белградского радио.
Как эстрадная певица была известна в СССР в 1960—1980-х годах. С гастролями Радмила Караклаич побывала во всех уголках бывшего Советского Союза – Москва, Ленинград, Алма-Ата, Махачкала, Баку, Новосибирск, Ростов-на-Дону, Тольятти.
В 1963 году получила первую премию на Международном фестивале в Италии.
В 1963 году выступила на «Голубом огоньке» с песней «Я тебя подожду». В 1965 году выступила на «Голубом огоньке» с песней «Ла Бамба».
В августе 1966 года на ежегодном фестивале «Мелодии Адриатики» в Югославии песня композитора Хегедушича «Бокельская ночь» и её исполнительница заняли I место.
В 1967 году большую популярность ей принесли песни, исполненные в фильме «Попутного ветра, «Синяя птица»». В 1970-х годах актриса снималась в телесериалах на югославском телевидении. Единственная представительница Югославии, выступившая с сольным концертом в Организации Объединённых Наций в Нью-Йорке. В СССР выступала на фестивале «Песня года».
В 1973 году выступала в программе «Вам улыбаются звёзды».
В 1977 году состоялся сольный концерт Радмилы Караклаич в Ленинграде в БКЗ «Октябрьский».
В фильме Шантажист (1987) звучит песня «Буду» в исполнении Радмилы Караклаич . Песня «Буду», музыку к которой написала Севиль  Алиева, а стихи Михаил Танич,  сочетавшая ультрамодное звучание, с подключением рок-стилистики и восточных мотивов в стиле диско, стала лауреатом советского фестиваля Песня-86.
Радмила Караклаич выступала с эстрадным оркестром под управлением Богдана Димитриевича, в сопровождении Вокально-инструментального ансамбля «Золотые струны» под руководством Милеко Кашанина, с вокально-инструментальным ансамблем под руководством Петера Сама, с ансамблем «Контакт».
В 1990-х годах вследствие войн в Югославии прервала творческую карьеру и некоторое время работала начальником отдела внешних экономических связей международной компании на Кипре, занималась бизнесом. Затем Караклаич вернулась на эстраду, в 1999 году была членом жюри международного конкурса молодых исполнителей эстрадной песни в рамках фестиваля «Славянский базар в Витебске». В 1999 году Радмила Караклаич приняла участие в концерте «Золотой шлягер» в Могилёве в Белоруссии.
12 июня 2005 года прошёл концерт Аиды Ведищевой и Радмилы Караклаич в Нью-Йорке в зале «Millenium». В 2006 году принимала участие в программе «Мелодии дружбы — 2006».
В трудное для Югославии время Караклаич вместе с артистами югославской эстрады каждый день выходила на городскую площадь в Белграде и пела – так артисты поддерживали дух народа в военное время. На стенах её дома до сих пор следы от бомбёжек.
У Радмилы Караклаич богатый репертуар: это и английские, и французские, и итальянские, и американские мелодии.
В 2017 году участвовала в телепередаче Привет, Андрей!.

## Личная жизнь
Первого мужа Радмилы Караклаич звали Драган.
После развода была в браке ещё раз, потом жила в гражданском браке с Любомиром. От него есть сын Огнен, диджей.

## Фильмография
- 1967 — Попутного ветра, «Синяя птица» / Dobar vetar «Plava ptico» — Джина Савич, педагог

## Альбомы
- Radmila Karaklajić Uz Kvartet Raše Đukića — Crvenkapica (1959)
- Anđelina, Zumba, Zumba (1963)
- Crne Oči (1964)
- Nada (1964)
- Радмила Караклаич / Эмил Димитров — Эсперанцо / Хопа-хоп (1965)
- Niko Mi Ne Može Suditi (1966)
- Поёт Радмила Караклаич (1967)
- Konji Zveri (1967)
- Radmila Karaklaici (1968)
- To Su Bili Dani (1968)
- Кони-Звери / Когда Ты Грустишь (1968)
- Pata Pata (1968)
- Поёт Радмила Караклаич (1969)[8]
- Kralj Srca (1970)
- Džingl-Džengl (1971)
- Kuda Žuriš / Primi Me (1972)
- Arabela (1973)
- Чоколино (1973)
- Ti Ćeš Mi Se Vratiti (1973)
- Ljubavi! (1973)
- Радмила Караклаич (1973)[9]
- Voleću I Sutra (1974)
- Posle Kiše Sunce Sija / Dođi Mi U Zagrljaj (1975)
- Всё Для Тебя (1976)
- Za Ljubav Moraš Imati Dara / Posle Njega (1977)
- Neću Više (1978)
- Radmila Karaklajić i ansambl «Duga» (1979)[10]
- Радмила Караклаич* / Мики Евремович* — Югославская Эстрада (Cass) (1979)[11]
- Ciganske pesme (1981)[12]
- Радмила Караклаич и ансамбль «Контакт» (Radmila Karaklajić and «Contact» ensemble) (1983)[13]
- Медитеран (1983)
- Lude 60-te i nemirne 80-te (1984)[14]
- Буду! (1987)[15]
- Mi smo bili samo ljubav (1988)